# Zoi Mavrommatis López
Zoi Mavrommatis López (* 9. August 2005) ist eine spanische Volleyballspielerin.

## Karriere
Mavrommatis López begann ihre Karriere bei CV Sant Cugat. Sie kam auch in den spanischen Nachwuchs-Nationalmannschaften zum Einsatz. 2023 wurde sie wertvollste Spielerin der U19-WEVZA-Meisterschaft. In der Saison 2023/24 spielte die Außenangreiferin bei Arenal Emevé. Sie rückte auch in die A-Nationalmannschaft auf. 2024/25 spielte sie für Avarca de Menorca. Danach wurde Mavrommatis López vom deutschen Bundesligisten Ladies in Black Aachen verpflichtet.